# Wright Brothers National Memorial

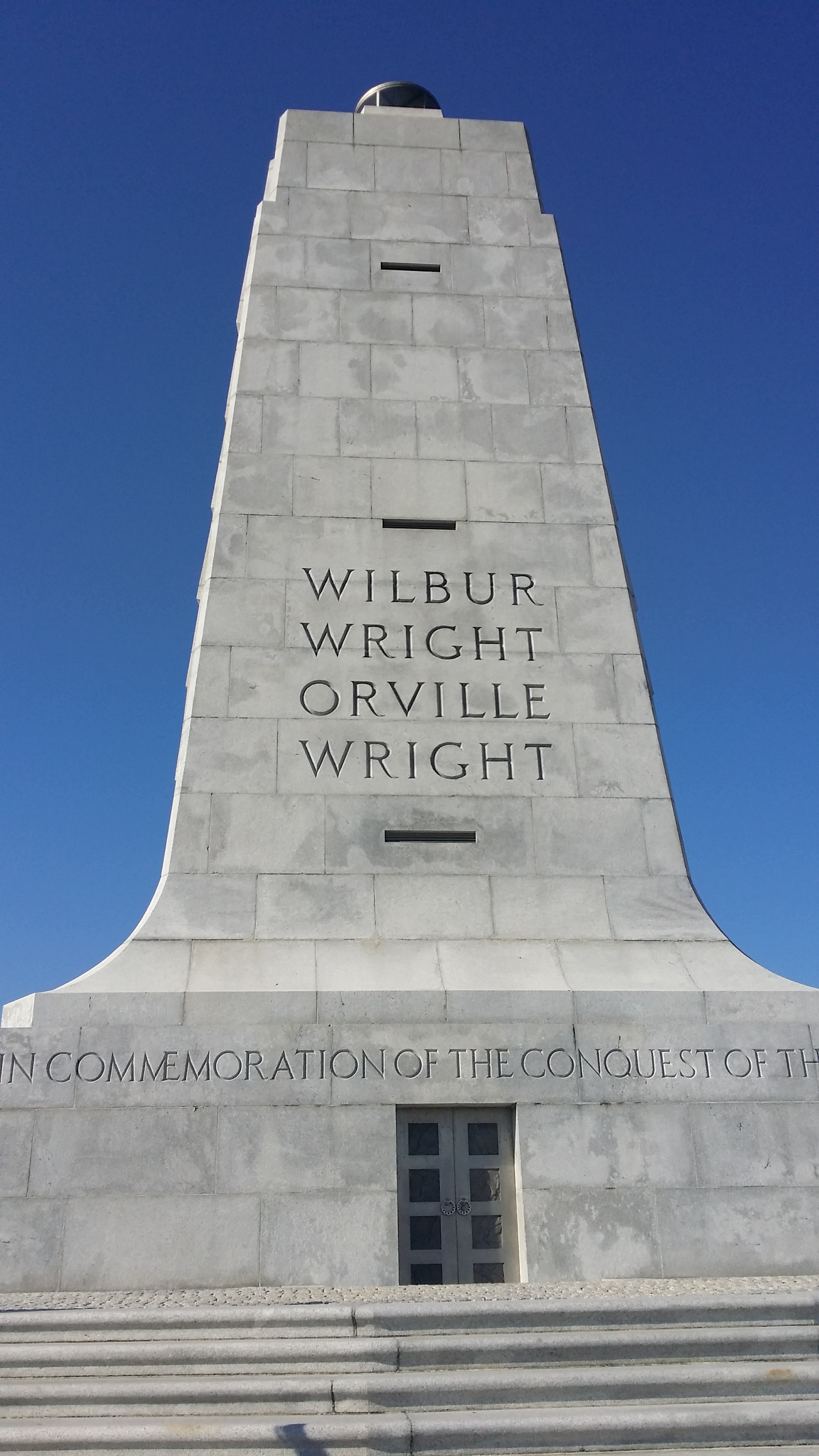
Wright Brothers National Memorial

Wright Brothers National Memorial in Kill Devil Hills in North Carolina, Vereinigte Staaten von Amerika erinnert an die Gebrüder Wright, die den ersten kontrolliert gesteuerten Motorflug der Welt nach dem Prinzip „Schwerer als Luft“ an dieser Stelle durchführten. Von 1900 bis 1903 reisten Wilbur und Orville Wright von Dayton, Ohio an die Küste North Carolinas, nachdem sie vom U.S. Weather Bureau, dem amerikanischen Wetteramt, von den regelmäßigen Windverhältnissen in dem Gebiet erfahren hatten. Sie schätzten außerdem die Abgeschiedenheit des Ortes, der Anfang des 20. Jahrhunderts weit von den bevölkerungsreichen Zentren des Landes entfernt lag. Der Park ist 1,73 Quadratkilometer groß und wird jährlich von über 450.000 Menschen besucht.

## Ausstellungen und Angebote

### Feld und Hangar

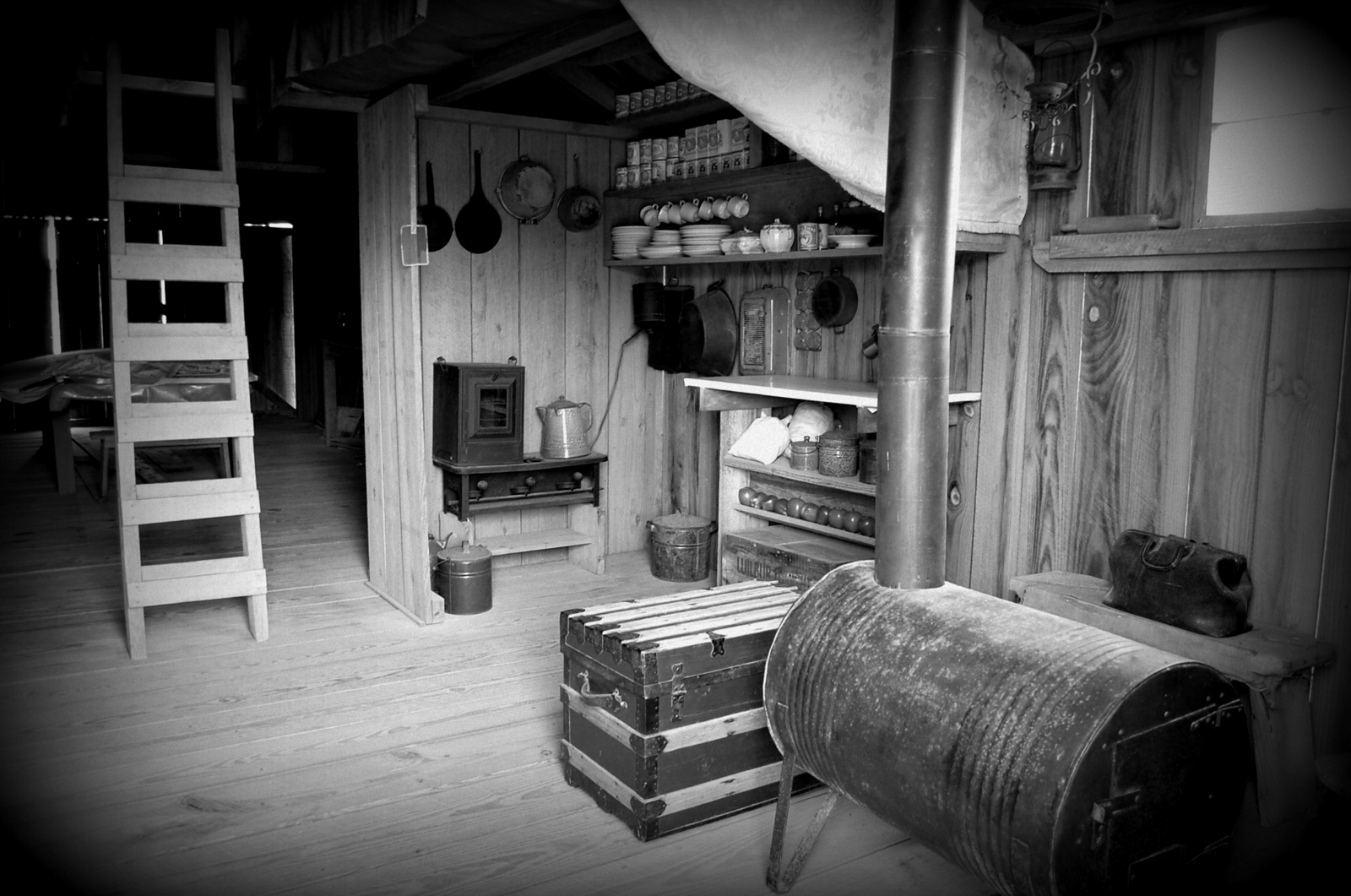
Quartier der Brüder (Nachbau), Innenansicht

Die Wrights unternahmen am 17. Dezember 1903 mit ihrem Wright Flyer vier Flüge in der Nähe des Fußes des Hügels in Bodenhöhe, nachdem sie drei Jahre mit Gleitflug und anderen Versuchen vom Hügel und nahe gelegenen Dünen aus experimentiert hatten. Es ist möglich, den genauen Routen der vier Flüge auf Fußwegen zu folgen. Kleine Monumente zeigen die Start- und Landeplätze der Routen an. Zwei hölzerne Schuppen, die nach zeitgenössischen Fotografien erstellt wurden, bilden den Nachbau des ersten Flugzeughangars der Welt und des Quartiers der Brüder.

### Besucherzentrum
Das Besucherzentrum beherbergt ein Museum, in dem Modelle, Maschinen und Werkzeuge der Gebrüder ausgestellt werden, die sie während ihrer Experimente verwendet haben. In einem Flügel des Museums kann ein lebensgroßer Nachbau des 1902 gebauten Gleiters besichtigt werden. An den Wänden dieses Ausstellungsraums werden Porträts und Fotografien anderer Pioniere aus der Geschichte der Luftfahrt gezeigt.

### Kill Devil Hill und der Memorial Tower
Ein 18 Meter hohes Granitmonument aus dem Jahre 1932 auf der Spitze des 27 Meter hohen Kill Devil Hill erinnert an die Leistungen der Brüder. Etliche ihrer Gleitflugexperimente führten die Wrights von dieser massiven, wandernden Düne aus, die später stabilisiert wurde, um den heutigen Kill Devil Hill zu bilden. Auf der Basis des Monuments steht die Inschrift „In commemoration of the conquest of the air by the brothers Wilbur and Orville Wright conceived by genius achieved by dauntless resolution and unconquerable faith.“ Auf der Spitze des Turmes ist ein Leuchtfeuer angebracht, das einem in einem Leuchtturm gefundenen Leuchtfeuer ähnelt, um den Turm etwas mehr „Funktionalität“ zu verleihen.

### Centennial of Flight

Logo des Centennial of Flight

Zur Jahrhundertfeier des ersten Fluges wurde ein erweitertes Museum mit weiteren Artefakten, Videos und Ausstellungen eröffnet. Am 17. Dezember 2003 wurde die Jahrhundertfeier im Park unter der Schirmherrschaft des flugbegeisterten John Travolta begangen und von Auftritten des Präsidenten George W. Bush sowie der Astronauten Neil Armstrong, Buzz Aldrin und Chuck Yeager begleitet.

## Verwaltung des Parks
Zunächst als Kill Devil Hill Monument am 2. März 1927 anerkannt, wurde es vom amerikanischen Kriegsministerium am 10. August 1933 an den National Park Service übertragen. Der Kongress der Vereinigten Staaten benannte den Park um und gab ihm am 4. Dezember 1953 den Status einer nationalen Gedenkstätte. Seit dem 15. Oktober 1966 wird der Park im National Register of Historic Places als Historic District aufgeführt. Das Besucherzentrum, dass von Ehrman Mitchell und Romaldo Giurgola entworfen wurde, hat seit dem 3. Januar 2001 den Status eines National Historic Landmarks. Das Gelände wird gemeinsam mit zwei anderen Parks in der Region der Outer Banks verwaltet, dem Fort Raleigh National Historic Site und dem Cape Hatteras National Seashore.